# 乌丹
乌丹（法語：Houdain，法語發音：[udɛ̃]）是法国上法蘭西大區加来海峡省的一个市镇，属于贝蒂讷区。

## 地理
乌丹（50°27'8"N, 2°32'14"E）面积6.3 平方千米，位于法国上法蘭西大區加来海峡省，该省份为法国北部沿海省份，西北濒北海，南至索姆省，东临北部省。
与乌丹接壤的市镇（或旧市镇、城区）包括：布律埃-拉比西耶尔、勒布勒沃-朗希库尔、迈尼勒莱吕伊、吕伊、伯然、迪维永、阿伊库尔。

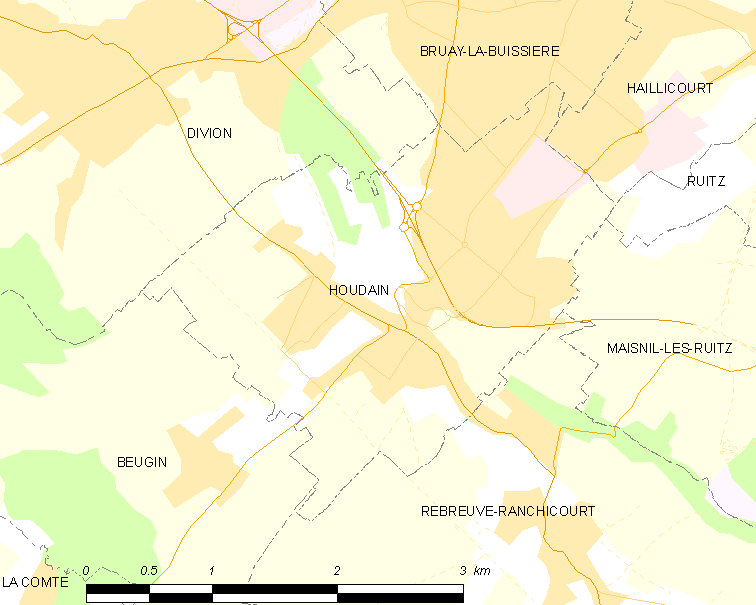
乌丹的OSM定位图

乌丹的时区为UTC+01:00、UTC+02:00（夏令时）。

## 行政
乌丹的邮政编码为62150，INSEE市镇编码为62457。

## 政治
乌丹所属的省级选区为布律埃-拉比西耶尔县。

## 人口

1962-2008年间乌丹人口变化图示

乌丹于2022年1月1日时的人口数量为6990人。